# Pálmajor
Pálmajor là một thị trấn thuộc hạt Somogy, Hungary. Thị trấn này có diện tích 6,24 km², dân số năm 2010 là 377 người, mật độ 60 người/km².